# Autonomi Kollektivet
 Der er for få eller ingen kildehenvisninger i denne artikel, hvilket er et problem. Du kan hjælpe ved at angive troværdige kilder til de påstande, som fremføres i artiklen.

Autonomi-kollektivet var et løst autonomt samarbejde, det blev dannet omkring 1991, men dets rødder kan føres tilbage til begyndelsen af 1980'erne. Forløbere var "Vesttysklandskomitéen" og senere "Autonome Revolutionære". Medlemmerne kom fra den traditionelle venstrefløj, og var bl.a. tidligere medlemmer af VS, DKP. Andre var uden tilknytning til etablerede politiske organisationer, eller kom fra BZ-bevægelsen og forskellige venstreorienterede indvandrer- og flygtninge-organiseringer. Fra begyndelsen blev kollektivets aktiviteter erklæret som antiinstitutionelt og antistatsligt orienteret. Autonomi-kollektivet blev opløst i 2002. [kilde mangler]

## Formål
Autonomi-kollektivets aktiviteter gik ud på [kilde mangler]
- At skabe politiske og sociale frirum i kampen for andre samfundsforhold.
- At udvikle en stærk og radikal udenomsparlamentarisk modstand fra neden.

## Historie
Autonomi-Kollektivet var som autonom sammenhæng del af den autonome bevægelse i Vesteuropa i 1980`erne, som bl.a. også inkluderer den italienske autonome marxisme og de tyske auonome. Forløber var "Autonome Revolutionære". Gruppen var aktive i forskellige lokale og internationale aktivitetskampagner mod de herskende samfundsforhold. 
I 1988 begyndte udgivelsen af tidsskriftet Autonomi, der blev indstillet i 1998. I 1990-93 drev gruppen den autonome Info-café Zapata i Blågårdsgade på Nørrebro, København.
Autonomi-kollektivets medlemmer var aktive i solidaritet med de politiske venstrefløjsfanger i Vesteuropa, den palæstinensiske modstand mod Israels besættelse af Palæstina og andre aktiviteter. Kollektivet var anti-imperialistisk og social-revolutionært orienteret.
PET overvågede i en periode medlemmerne af Vesttysklandskomiteen og Autonome Revolutionære. Denne overvågning blev af de to gruppers repræsentanter taget op i byretten i København. Dommeren fulgte den tilstedeværende daværende chef for PET, Hanne Bech Hansens, henvisning til, at efterretningsvæsenet ikke ser sig i stand til hverken at be- eller afkræfte sagen. Sagen blev derved lukket. Dagbladene Politiken, Land og Folk (DKP) og Information kritiserede i flere artikler sagens forløb.[kilde mangler]
Nogle af autonomi-kollektivets aktivister er i dag aktive omkring autonom info-service og indymedia.dk, som formidler baggrundsanalyser og aktuel information om venstreorienterede aktiviteter.